# Rolex Sports Car Series 2007
Navigation
Édition précédente Édition suivante
Le Grand American Road Racing Championship 2007 (officiellement appelé le 2007 Rolex Sports Car Series) est la huitième saison du championnat américain d'endurance organisé part la Grand American Road Racing Association. L'édition 2007 s'est déroulée du 27 janvier au 15 septembre. Deux catégories de voiture ont participé à cette saison, les Daytona Prototype (en) (DP) et les Grand Tourisme (GT).

## Calendrier
| N° | Date                     | Nom de la course                       | Catégorie            | Durée              | Circuit                        | Lieu          | État, Pays              |
| -- | ------------------------ | -------------------------------------- | -------------------- | ------------------ | ------------------------------ | ------------- | ----------------------- |
| 1  | 27 janvier et 28 janvier | 24 Heures de Daytona                   | DP / GT              | 24 heures          | Daytona International Speedway | Daytona Beach | Floride, États-Unis     |
| 2  | 3 mars                   | Mexico City 400 km                     | DP / GT              | 250 miles (400 km) | Autódromo Hermanos Rodríguez   | Mexico        | Mexico, Mexique         |
| 3  | 24 mars                  | Linder-Komatsu Grand Prix of Miami     | DP / GT              | 2 h 30 min         | Homestead-Miami Speedway       | Homestead     | Floride, États-Unis     |
| 4  | 29 avril                 | VIR 400                                | DP / GT (séparément) | 250 miles (400 km) | Virginia International Raceway | Danville      | Virginie, États-Unis    |
| 5  | 28 mai                   | U.S Sportscar Invitational             | DP / GT (séparément) | 2 h 30 min         | Mazda Raceway Laguna Seca      | Monterey      | Californie, États-Unis  |
| 6  | 28 mai                   | Rolex GT Series Challenge              | GT                   | 2 h 30 min         | Lime Rock Park                 | Lakeville     | Connecticut, États-Unis |
| 7  | 9 juin                   | 6 Heures de Watkins Glen               | DP / GT              | 6 heures           | Watkins Glen International     | Watkins Glen  | New York, États-Unis    |
| 8  | 24 juin                  | EMCO Gears Classic                     | DP / GT (séparément) | 250 miles (400 km) | Mid-Ohio Sports Car Course     | Lexington     | Ohio, États-Unis        |
| 9  | 5 juillet                | Brumos Porsche 250                     | DP / GT              | 250 miles (400 km) | Daytona International Speedway | Daytona Beach | Floride, États-Unis     |
| 10 | 14 juillet               | Iowa 400k                              | DP / GT (séparément) | 250 miles (400 km) | Iowa Speedway                  | Newton        | Iowa, États-Unis        |
| 11 | 22 juillet               | Porsche 250 presented by Bradley Arant | DP / GT (séparément) | 2 h 30 min         | Barber Motorsports Park        | Birmingham    | Alabama, États-Unis     |
| 12 | 3 août                   | Montreal 400k                          | DP / GT              | 250 miles (400 km) | Circuit Gilles-Villeneuve      | Montréal      | Québec, Canada          |
| 13 | 10 août                  | Crown Royal 200 at the Glen            | DP                   | 200 miles (320 km) | Watkins Glen International     | Watkins Glen  | New York, États-Unis    |
| 14 | 25 août                  | Armed Forces Grand-Am 250              | DP                   | 2 h 30 min         | Infineon Raceway               | Sonoma        | Californie, États-Unis  |
| 15 | 15 septembre             | Sunchaser 1000k                        | DP / GT              | 1 000 km (620 Mi)  | Miller Motorsports Park        | Tooele        | Utah, États-Unis        |

## Résultats

### Daytona Prototypes(en)(DP)
| Pos. | Pilote            | DAY | MEX | HOM | VIR | LGA | S6H | MDO | DAY | IOW | BAR | MON | WGL | SON | SLK | Points |
| ---- | ----------------- | --- | --- | --- | --- | --- | --- | --- | --- | --- | --- | --- | --- | --- | --- | ------ |
| 1    | Alex Gurney       | 22  | 1   | 11  | 5   | 6   | 1   | 1   | 1   | 3   | 1   | 3   | 1   | 1   | 8   | 408    |
| 1    | Jon Fogarty       | 22  | 1   | 11  | 5   | 6   | 1   | 1   | 1   | 3   | 1   | 3   | 1   | 1   | 8   | 408    |
| 2    | Scott Pruett      | 1   | 4   | 3   | 8   | 2   | 2   | 2   | 6   | 1   | 5   | 5   | 3   | 3   | 9   | 406    |
| 3    | Max Angelelli     | 3   | 3   | 2   | 1   | 15  | 3   | 4   | 2   | 7   | 3   | 1   | 2   | 4   | 18  | 395    |
| 4    | Memo Rojas        | 21  | 4   | 3   | 8   | 2   | 2   | 2   | 6   | 1   | 5   | 5   | 3   | 3   | 9   | 381    |
| 5    | Colin Braun       | 11  | 2   | 8   | 2   | 8   | 12  | 3   | 3   | 4   | 2   | 12  | 11  | EX  | 3   | 338    |
| 6    | Darren Law        | 20  | 6   | 6   | 3   | 4   | 9   | 5   | 5   | 6   | 4   | 8   | 5   | 2   | 20  | 338    |
| 6    | David Donohue     | 20  | 6   | 6   | 3   | 4   | 9   | 5   | 5   | 6   | 4   | 8   | 5   | 2   | 20  | 338    |
| 7    | Patrick Long      | 12  | 5   | 9   | 9   | 1   | 8   | 6   | 14  | 10  | 8   | 17  | 9   | 7   | 5   | 319    |
| 8    | Mark Patterson    | 9   | 9   | 15  | 11  | 3   | 11  | 9   | 7   | 5   | 6   | 6   | 8   | 8   | 10  | 319    |
| 8    | Oswaldo Negri Jr. | 9   | 9   | 15  | 11  | 3   | 11  | 9   | 7   | 5   | 6   | 6   | 8   | 8   | 10  | 319    |
| 9    | Max Papis         | 11  | 2   | 8   | 2   | 8   | 12  | 3   | 3   | 4   | 9   | 14  | 19  | DNS | 12  | 307    |
| 10   | Ian James         | 16  | 10  | 12  | 6   | 7   | 4   | 10  | 4   | 9   | 7   | 11  | 16  | 10  | 7   | 307    |

| Couleur | Résultat            |
| ------- | ------------------- |
| Or      | Vainqueur           |
| Argent  | 2e place            |
| Bronze  | 3e place            |
| Vert    | Terminé             |
| Rouge   | N'a pas terminé     |
| Noir    | Disqualifié (DSQ)   |
| Blanc   | Pas au départ (DNS) |
| Blanc   | N'a pas participé   |
| Blanc   | Blessé (INJ)        |
| Blanc   | Exclu (EX)          |

† Colin Braun a été suspendu pour la course à Sonoma par le GARRA pour un incident durant la course Watkins Glen pendant une période de probation.

### Grand Tourisme(GT)
| Pos. | Pilote                        | DAY | MEX | HOM | VIR | MTY | LRP | WGL | MDO | DAY | IOW | BAR | MON | MIL | Points |
| ---- | ----------------------------- | --- | --- | --- | --- | --- | --- | --- | --- | --- | --- | --- | --- | --- | ------ |
| 1    | Dirk Werner                   | 14  | 4   | 3   | 1   | 3   | 2   | 2   | 12  | 3   | 3   | 3   | 2   | 3   | 375    |
| 2    | Kelly Collins Paul Edwards    | 2   | 10  | 7   | 3   | 4   | 4   | 3   | 3   | 2   | 14  | 1   | 8   | 1   | 365    |
| 3    | Bryce Miller                  | 26  | 4   | 3   | 1   | 3   | 2   | 2   | 12  | 3   | 3   | 3   | 2   | 3   | 363    |
| 4    | Andy Lally R. J. Valentine    | 17  | 8   | 2   | 10  | 1   | 10  | 1   | 1   | 9   | 1   | 2   | 1   | 23  | 348    |
| 5    | Leighton Reese Tim Lewis, Jr. | 4   | 14  | 10  | 12  | 10  | 1   | 7   | 6   | 6   | 2   | 4   | 5   | 16  | 316    |
| 6    | Sylvain Tremblay              | 5   | 1   | 1   | 2   | 7   | 11  | 22  | 2   | 1   | 13  | 5   | 9   | †   | 314    |
| 7    | Nick Ham                      | 5   | 1   | 1   | 2   | 7   | 11  | DNS | 2   | 1   | 13  | 5   | 9   | †   | 305    |
| 8    | Carlos de Quesada             | 1   | 12  | 6   | 6   | 8   | 12  | 5   | 11  | 7   | DNS | 11  | 4   | 6   | 289    |
| 9    | Jean-François Dumoulin        | 1   | 12  | 6   | 6   | 8   | 12  | 5   | 11  | 7   | DNS | 11  | 4   | 14  | 281    |
| 10   | Emil Assentato                | 7   | 3   | 16  | 11  | 9   | 19  | 8   | 19  | 8   | 5   | 10  | 12  | 4   | 275    |

| Couleur | Résultat            |
| ------- | ------------------- |
| Or      | Vainqueur           |
| Argent  | 2e place            |
| Bronze  | 3e place            |
| Vert    | Terminé             |
| Rouge   | N'a pas terminé     |
| Noir    | Disqualifié (DSQ)   |
| Blanc   | Pas au départ (DNS) |
| Blanc   | N'a pas participé   |
| Blanc   | Blessé (INJ)        |
| Blanc   | Exclu (EX)          |

† Non classé pour ne pas avoir réalisé un tour sous drapeau vert.